# Ionella murchisoni
Ionella murchisoni är en kräftdjursart som beskrevs av Danforth1970. Ionella murchisoni ingår i släktet Ionella och familjen Bopyridae. Inga underarter finns listade i Catalogue of Life.